# Niederthalheim
Niederthalheim osztrák község Felső-Ausztria Vöcklabrucki járásában. 2018 januárjában 1125 lakosa volt.

## Elhelyezkedése

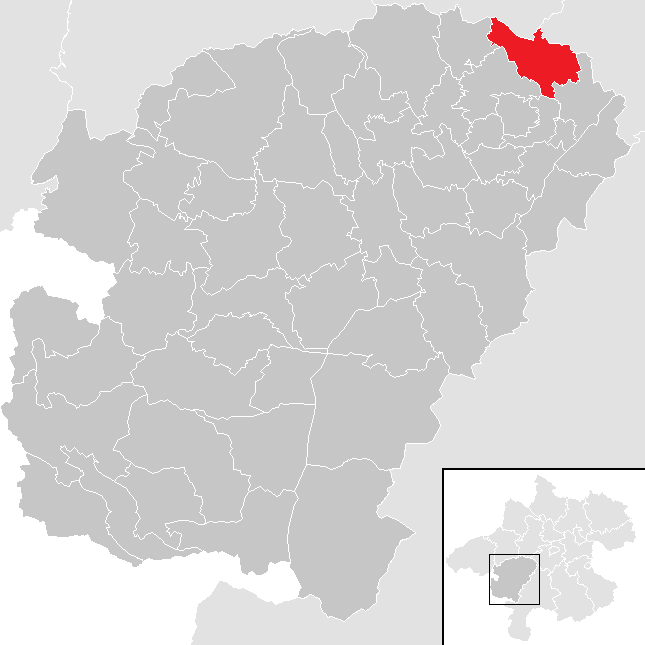
Niederthalheim a Vöcklabrucki járásban

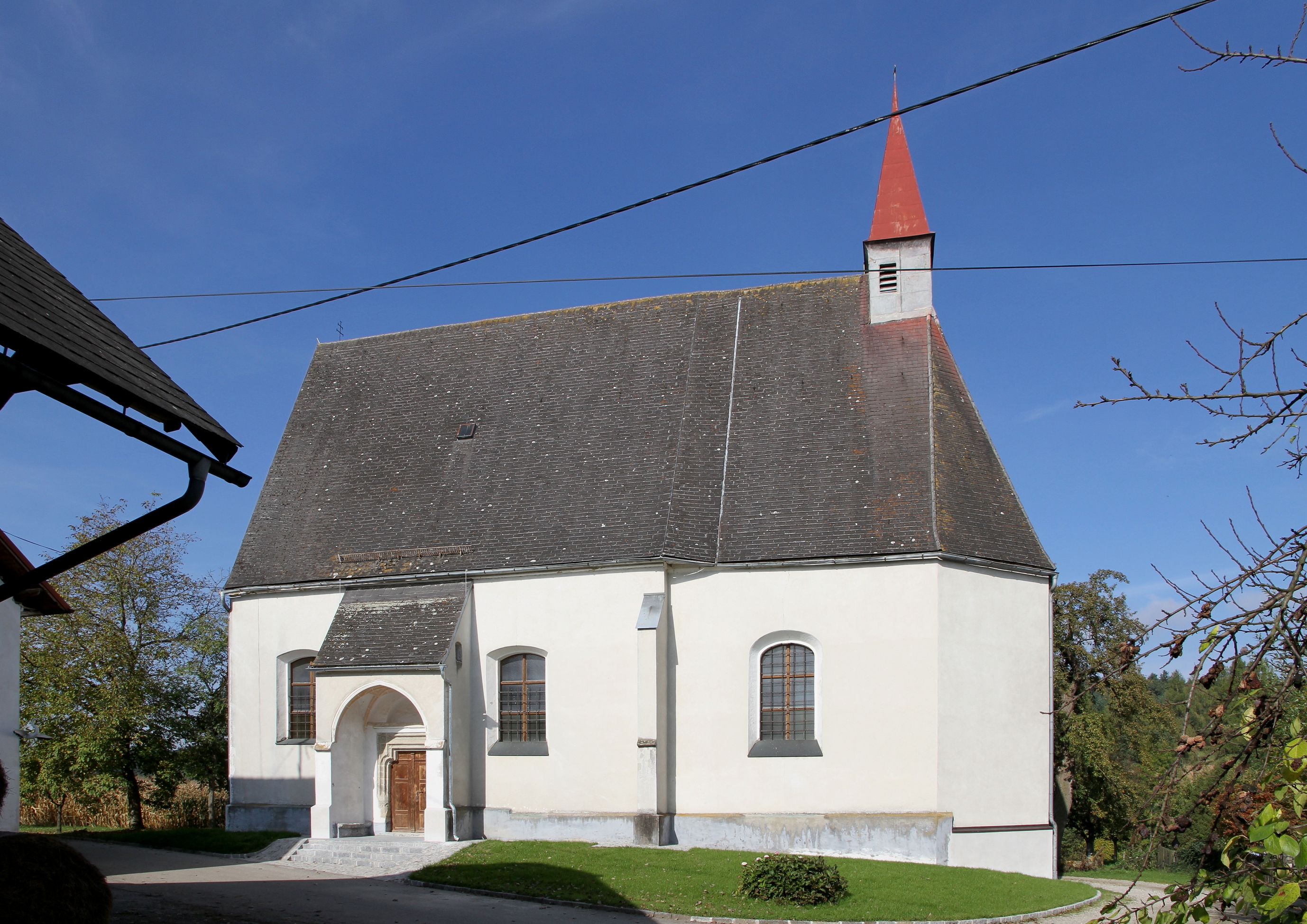
A hainbachi Szent kereszt-templom

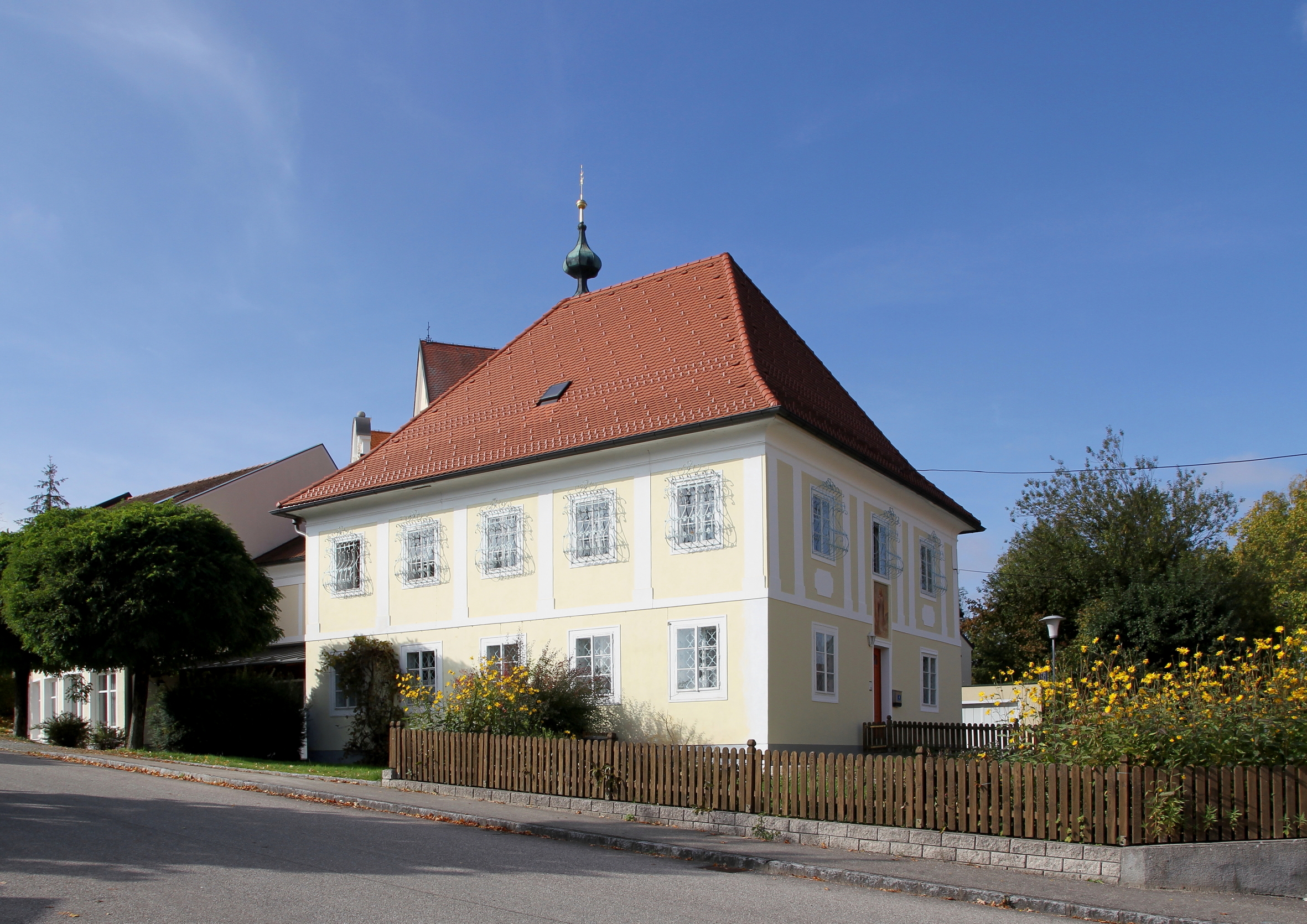
A niederthalheimi plébánia

Niederthalheim Felső-Ausztria Hausruckviertel régiójában fekszik a Kroißbach folyó mentén. Területének 9,7%-a erdő, 81,3% áll mezőgazdasági művelés alatt. Az önkormányzat 22 falut és településrészt egyesít: Albertsham (39 lakos 2018-ban), Bergham (14), Hainbach (24), Hehenberg (42), Iming (87), Kaiting (39), Koppl (7), Laah (27), Moos (19), Niederau (23), Niederthalheim (478), Oberau (44), Obersteindlberg (15), Öldenberg (23), Penetzdorf (36), Pengering (26), Rankar (37), Untersteindlberg (12), Viert (31), Weikharting (6), Windham (62) és Wufing (34).
A környező önkormányzatok: délkeletre Schlatt, délre Oberndorf bei Schwanenstadt, délnyugatra Atzbach, nyugatra Wolfsegg am Hausruck, északra Gaspoltshofen, északkeletre Aichkirchen. 

## Története
Niederthalheim területe eredetileg a Bajor Hercegség keleti határvidékén feküdt, a 12. században került át Ausztriához. Az Osztrák Hercegség 1490-es felosztásakor az Enns fölötti Ausztria része lett. 
A napóleoni háborúk során a falut több alkalommal megszállták. A középkorban malmairól volt ismert, hét is működött a faluban. 1854-ben megépült a kohlgrubei szénbánya termékét elszállító vasút, amely áthaladt a község területén, és amelyet személyszállításra is használtak. A szárnyvonalat 1965-ben, a bánya bezárásakor szüntették meg.  
A köztársaság 1918-as megalakulásakor Niederthalheimet Felső-Ausztria tartományhoz sorolták. Miután Ausztria 1938-ban csatlakozott a Német Birodalomhoz, az Oberdonaui gau része lett; a második világháború után visszakerült Felső-Ausztriához.

## Lakosság
A niederthalheimi önkormányzat területén 2018 januárjában 1125 fő élt. A lakosságszám 1869 óta 1000-1200 között ingadozik. 2016-ban a helybeliek 95,5%-a volt osztrák állampolgár; a külföldiek közül 0,4% a régi (2004 előtti), 1,6% az új EU-tagállamokból érkezett. 1,3% a volt Jugoszlávia (Szlovénia és Horvátország nélkül) vagy Törökország, 1,3% egyéb országok polgára. 2001-ben a lakosok 95,5%-a római katolikusnak, 1,6% evangélikusnak, 1,4% mohamedánnak, 1,1% pedig felekezeten kívülinek vallotta magát. Ugyanekkor a jelentősebb nemzetiségi csoportokat a német (97,2%) mellett a törökök (1,3%) és a horvátok (1,5%) alkották.

## Látnivalók
- a Szt. Margit-plébániatemplom
- a hainbachi Szent kereszt-templom

## Fordítás
- Ez a szócikk részben vagy egészben  a   Niederthalheim című német Wikipédia-szócikk ezen változatának fordításán alapul.  Az eredeti cikk szerkesztőit annak laptörténete sorolja fel. Ez a jelzés csupán a megfogalmazás eredetét és a szerzői jogokat jelzi, nem szolgál a cikkben szereplő információk forrásmegjelöléseként.